# Thalias Kompagnons
Thalias Kompagnons ist das Theater der beiden in Nürnberg ansässigen Puppenspieler und Regisseure Joachim Torbahn und Tristan Vogt. Ihr Repertoire umfasste Stücke für Erwachsene und Kinder.

## Geschichte
Das Puppentheater wurde 1990 unter dem Namen „Tristans Kompagnons“ als Tourneetheater gegründet, von 2006 bis 2021 waren die beiden Puppenspieler als „Thalias Kompagnons“ tätig. Zwischen 1997 und 2008 betrieben sie mit dem Theater Salz & Pfeffer eine gemeinsame Spielstätte in Nürnberg, das „Theater der Puppen im KaLi“. Sie gaben Gastspiele auf der ganzen Welt, ihre Inszenierungen wurden mit zahlreichen Preisen – unter anderem dem Großer Kulturpreis der Stadt Nürnberg 2008 – ausgezeichnet.
Seit 2021 betreibt Tristan Vogt das Theater – weiterhin unter dem Namen Thalias Kompagnons – mit wechselnden Gästen als Tourneetheater. Der aktuelle Spielplan ist auf der Homepage des Theaters veröffentlicht.

## Ensemble
Joachim Torbahn studierte Malerei in Wien und war als Bühnenbildner an zahlreichen Opernhäusern und Theatern tätig. Auch für Thalias Kompagnons arbeitete er seit 1990 als Figuren- und Bühnenbildner sowie als Regisseur, seit 1998 auch als Spieler. Tristan Vogt studierte Germanistik und Soziologie und ist seit 1990 hauptberuflicher Puppenspieler, Autor und Regisseur. Beide Ensemblemitglieder unterrichten an der Hochschule für Schauspielkunst „Ernst Busch“ Berlin (Abteilung Puppenspiel) als Gastdozenten.
Joachim Torbahn ist Anfang Dezember 2021 nach kurzer, schwerer Krankheit verstorben im Alter von 59 Jahren.

## Einordnung im Genre
Innerhalb des Genres des Figurentheaters, das sich der darstellerischen Technik der Animation bedient, stellten die Produktionen von Thalias Kompagnons Mischformen von Puppenspiel, Schauspiel und Musiktheater dar; darüber hinaus schufen sie eine besondere Synthese von Bildender Kunst und Theater: das Maltheater. Dabei erzählt der Puppenspieler malend eine Geschichte, die sich wie das entstehende Bild entwickelt und verändert, und führt damit gleichzeitig die Techniken des Malens vor Augen. In ihren Inszenierungen wurden Thalias Kompagnons u. a. durch die „Ernst-Busch“-Schule geprägt; oft stellen sie Volkstheatertraditionen ironisch-liebevoll auf den Kopf oder spielen mit den Konventionen des Kaspertheaters. Als Spielform taucht neben der Guckkastenbühne mit Handpuppen auch die offene Spielweise mit verschiedenen anderen Figurenformen, etwa Masken, Tischfiguren und Alltagsgegenständen, sowie Videoprojektionen auf.

## Inszenierungen (Auswahl)
- Kafkas Schloss. Ein Machtspielchen (2009) – Kafkas Romanfragment als boshaftes Mensch-ärgere-dich-Spiel voller Intrigen, Machtkämpfe und Beziehungsfallen
- Kobold, Hans und Ballerina (2008) – Maltheater nach Hans Christian Andersens Märchen Der standhafte Zinnsoldat
- Zauberflöte – Eine Prüfung (2006) – Mozarts Oper mit Puppen gespielt, von einem Countertenor (Daniel Gloger) gesungen und begleitet von einem Live-Orchester (ensembleKONTRASTE)
- Macbeth für Anfänger (2004) nach Gigio Brunello und Gyula Molnár – Eine anarchistische Version von Shakespeares Klassiker, in der der ehrgeizige Kasper unbedingt Macbeth spielen will
- Was macht das Rot am Donnerstag? (2004) – Malerische Schöpfungsgeschichte und Hommage an Paul Klee zu Musik von Ravel und Debussy
- Hänsel & Gretel (2002) von Fitzgerald Kusz – Bitterböse Satire auf Grimms Märchen in fränkischer Mundart
- Zwerge. Eine fränkische Passion (2000) von Fitzgerald Kusz – Lakonische Minidramen, lyrische Monologe und romantische Kunstlieder
- Wagners Ring. Ein Opernabend (1998) – Der ganze Ring von Richard Wagner in zwei Stunden

## Belege
1. ↑  Der Puppenspieler Joachim Torbahn ist verstorben, nachtkritik.de, erschienen und abgerufen am 12. Dezember 2021